# ايلا جيبسون
ايلا جيبسون (ولدت في 7 يونيو 2000) هي رامية سهام بريطانية تتنافس في مسابقات القوس المركب. وقد حصلت على ميدالية ذهبية في مسابقة النساء للقوس المركب، في بطولة أوروبا الداخلية للرماية لعام 2022، والتي أقيمت في لاشكو، سلوفينيا.

## النشأة
جربت جيبسون الرماية لأول مرة في أكتوبر 2014 وانضمت لاحقا إلى نادي الرماية في يونيو 2015.

## الحياة المهنية
فازت جيبسون بالميدالية البرونزية في بطولة العالم للشباب للرماية عام 2019 والتي أقيمت في مدريد، إسبانيا، في مسابقة فريق الفتيات الناشئات للقوس المركب. في نوفمبر 2019، سجلت جيبسون رقمًا قياسيًا عالميًا جديدًا لدور التصنيف الداخلي للسيدات في 60 سهمًا بطول 18 مترًا بإجمالي 596 نقطة من أصل 600 نقطة في بطولة GT المفتوحة التي أقيمت في ستراسن، لوكسمبورغ. بقي الرقم القياسي لمدة ثلاثة أسابيع تقريبًا إلى أن سجلت البلجيكية سارة برييلز رقمًا قياسيًا جديدًا بلغ 597 من أصل 600 نقطة في ديسمبر 2019.
فازت أيضًا بالميدالية الفضية في مجمع السيدات في بطولة أوروبا للرماية 2021 التي أقيمت في أنطاليا، تركيا. وفي سبتمبر 2021، سجلت رقمًا قياسيًا عالميًا جديدًا لمعظم النقاط التي تم تسجيلها في رمي السهام ذات القوس المركب في الهواء الطلق في 36 سهمًا بطول 60 مترًا للسيدات في مسابقة معركة بريطانيا 1440 التي أقيمت في برنهام أون سي، سومرست، المملكة المتحدة.
في الشهر ذاته، شاركت جيبسون أيضًا في بطولة العالم للرماية 2021 التي أقيمت في يانكتون، الولايات المتحدة، حيث تنافست في مجمع السيدات ومجمع فريق السيدات وأحداث الفرق المختلطة للقوس المركب. وقد احتلت المركز الثاني في مسابقة القوس المركب النسائي، في جولة التصنيف وتم إقصائها في جولة الإقصاء من قبل سونغ يون سو من كوريا الجنوبية.
في يناير 2022، احتلت المركز الثالث في مسابقة Open Pro للسيدات في مسابقة لانكستر للرماية الكلاسيكية والتي أقيمت بالقرب من لانكستر، بنسلفانيا، الولايات المتحدة. وفي فبراير 2022، فازت بالميدالية الذهبية في مسابقة القوس المركب للسيدات في بطولة الرماية الأوروبية 2022 والتي أقيمت في لاشكو، سلوفينيا.
كما أنها فازت بميداليات في العديد من أحداث كأس العالم للرماية، وفازت بثلاث ميداليات في كأس العالم للرماية 2019 وميدالية واحدة في كأس العالم للرماية 2021.